# Ressort de compression

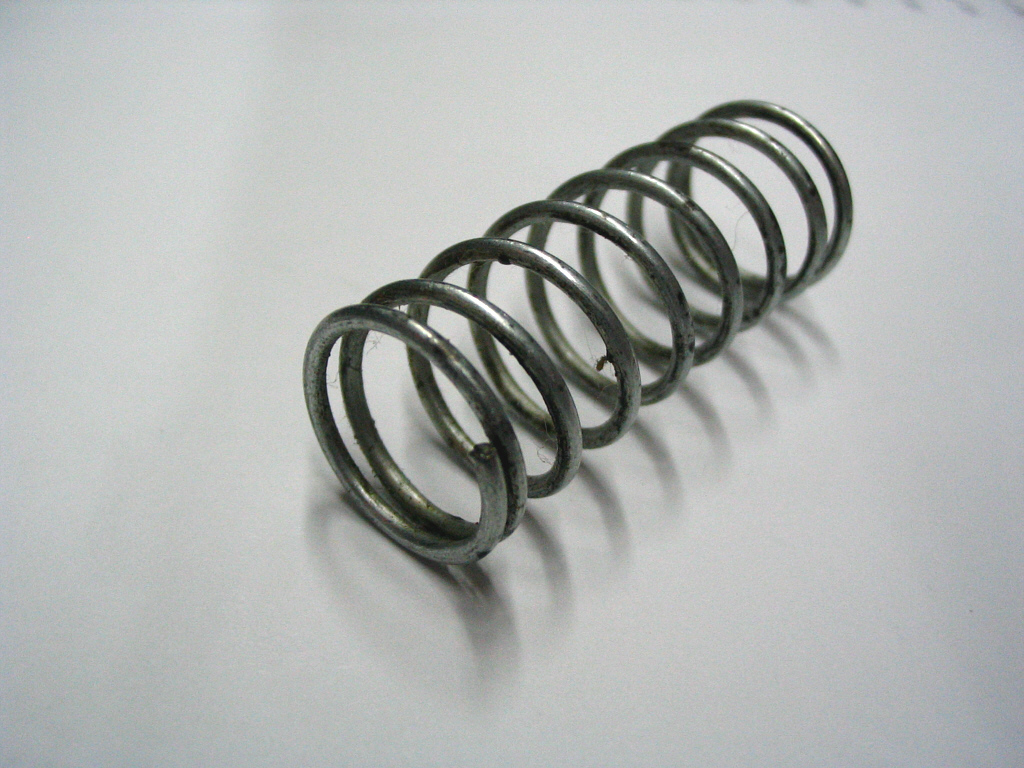
ressort de compression type amortisseur

Le ressort de compression est un ressort hélicoïdal.

## Calcul d'un ressort de compression

### Symboles
- {\displaystyle d} = diamètre du fil
- {\displaystyle k} = constante de raideur
- {\displaystyle D_{m}} = diamètre moyen
- {\displaystyle L_{0}} = longueur libre
- {\displaystyle L_{c}} = longueur à spires jointives
- {\displaystyle G} = module de cisaillement (module d'élasticité transversal)
- {\displaystyle s} = flèche
- {\displaystyle n} = nombre de spires actives
- {\displaystyle n_{t}} = nombre total de spires
- {\displaystyle F} = charge appliquée en newtons
- {\displaystyle m} = pas (c'est l'espace entre la fibre neutre d'une spire et la fibre neutre de la prochaine spire)

### Formules
Les formules suivantes s’appliquent aux ressorts de compression cylindrique formés à froid et à extrémités meulées.

#### Charge
{\displaystyle F=k\cdot f}

#### Raideur
{\displaystyle k={\frac {G\cdot d^{4}}{8\cdot {D_{m}}^{3}\cdot n}}}

#### Flèche
{\displaystyle s={\frac {8\cdot {D_{m}}^{3}\cdot n\cdot F}{G\cdot d^{4}}}}

#### Longueurs
{\displaystyle L_{c}=n_{t}\cdot d}
{\displaystyle L_{n}=L_{c}+S_{a}}  avec  {\displaystyle S_{a}=n({\frac {1,5D^{2}}{1000d}}+{\frac {d}{10}})}
{\displaystyle L_{x}=L_{0}-s_{x}}

### Bases
- Ressort de compression cylindrique déformé à froid

...